# Anissa Kate
Anissa Kate (Lione, 7 maggio 1987) è un'attrice pornografica e regista pornografica francese.

## Biografia
È nata a Lione, da genitori con origini italiane e cabile. Nel settembre 2011, mentre stava frequentando il primo anno del master in Economia e Management all'Università Jean Monnet di Lione, ha esordito nel cinema per adulti, con una parte nel film Ultimate French Girls 3 del regista Alexandre Legland. In quello stesso anno ha avuto una parte anche nel film DXK, di Christoph Clark, che adattava in chiave pornografica la vicenda che pochi mesi prima aveva portato all'arresto a New York dell'allora Direttore del Fondo Monetario Internazionale Dominique Strauss-Kahn. In seguito ha lavorato sia per studi europei, come Marc Dorcel, Harmony Films e Private, sia negli Stati Uniti, dove si era anche trasferita, prima di stabilirsi definitivamente in Spagna.
È l'unica attrice ad aver vinto tre volte, nel 2014, nel 2015 e nel 2019 il Premio AVN come attrice straniera dell'anno.
Come regista ha diretto ventidue film tra il 2012 ed il 2017.

## Riconoscimenti
- AVN Awards
  - 2013 – Candidatura per Best Group Sex Scene per The Initiation of Anissa Kate con Prince Yahshua, Marco Banderas e Tony DeSergio[9]
  - 2013 – Candidatura per Best Sex Scene in a Foreign-Shot Production per Den of Depravity con Ian Scott e Omar[9]
  - 2013 – Candidatura per Female Foreign Performer of the Year[9]
  - 2014 – Best Sex Scene in a Foreign-Shot Production per The Ingenuous con Aleska Diamond, Anna Polina, Tarra White, Angel Piaff, Rita, e Mike Angelo[6]
  - 2014 – AVN Award for Female Foreign Performer of the Year[6]
  - 2014 – Candidatura per Best Double Penetration Sex Scene[10] per DP Fanatic 2 con Mick Blue e Ramón Nomar
  - 2015 – Female Foreign Performer of the Year[7]
  - 2015 – Candidatura per Best Director — Foreign Feature per Ass, Cash & Politics[11]
  - 2015 – Candidatura per Best Sex Scene in a Foreign-Shot Production per Hardcore Fever con Mugur e Totti[11]
  - 2019 – AVN Award for Female Foreign Performer of the Year[8]
- XBIZ Award
  - 2013 – Candidatura per Best Scene – Gonzo/Non-Feature Release per Angels of Debauchery 9 con Mark Ashley[12]
  - 2013 – Candidatura per Foreign Female Performer of the Year[12]
  - 2014 – Best Sex Scene - All-Girl per Pornochic 24 con Ariel Rebel[13]
  - 2014 – Candidatura per Foreign Female Performer of the Year[14]
  - 2015 – Candidatura per Foreign Female Performer of the Year[15]
  - 2017 – Best Sex Scene — Parody Release per Storm of Kings con Jasmine Jae e Ryan Ryder[16]